# Іван Юхновський
Іва́н Юхно́вський (болг. Иван Юхновски, * 12 серпня 1937, Софія)  — болгарський хімік, до 2008 року голова БАН. Член Європейської академії наук, мистецтва і літератури в Парижі, експерт Нобелівського комітету в галузі хімії (до 2007).

## Біографічні дані
Іван Юхновський народився 1937 року в сім'ї митця Николи Юхновського. До 1945 року жив у Софії, а відтак родина переїхала на постійне проживання в Севлієві. У 1961 році закінчив Вищий хіміко-технологічний інститут у Софії (нині ХТМУ — Хіміко-технологічний і металургічний університет). Здобув спеціальність «Органічний синтез, лікарські препарати і високомолекулярні сполуки».
Наукові зацікавлення Івана Юхновського стосуються спектрохімії, будови органічних сполук і їх негативних іонів. У цій галузі він здобув міжнародне визнання. Юхновський є автором і співавтором багатьох винаходів. Має звання Почесного винахідника (1980), записаний у Золоту книгу винахідників і раціоналізаторів Патентного відомства Республіки Болгарія (1999).
Понад 40 років працює в Болгарській академії наук, 24 роки викладає на хімічному факультеті Софійського університету імені Климентія Охридського. Також завідує лабораторією структурного органічного аналізу при Інституті органічної хімії з Центром фітохімії.
У 1999 році академік Юхновський став головою Національної ради наукових досліджень (у 2004 її розформовано). З 1998-го він секретар Міжвідомчої комісії космічних досліджень, підпорядкованої Раді міністрів (у 2004 році комісію розформовано).
Іван Юхновський був заступник голови Болгарської академії наук (БАН) (21 грудня 1989 — 8 квітня 1996), головний науковий секретар БАН (16 грудня 1991 — 13 липня 1992). Після смерті академіка Йордана Малиновського виконував обов'язки голови БАН (12 березня − 8 квітня 1996).

## Головування в БАН
Академіка Івана Юхновського чотири рази переобирали головою Болгарської академії наук.
Уперше це сталося 8 квітня 1996, вдруге — 6 квітня 2000, втретє — 29 березня 2004.
На четвертий раз у лютому 2008 року стався скандал: вибори влаштовано на місяць раніше, ніж належало б, а його конкурента — тодішнього заступника голови БАН Николу Сиботинова — усунули від участі у виборах. Пішли на такі порушення, зокрема, й тому, щоб уникнути суперечок про вік Івана Юхновського. На той час пенсійний вік академіків БАН становив 70 років. Коли порушення вийшли наяву, 12 березня Юхновський подав у відставку, яка набрала юридичної сили 18 березня 2008 року. Були призначені нові вибори.

## Відзнаки і нагороди
- Димитровська премія (1974)
- Державна премія в галузі техніки (1974)
- Звання «Почесний винахідник» (1980)
- Запис у Золотій книзі винахідників і раціоналізаторів Патентного відомства Болгарії (1999)
- Орден «Стара Планина» І ступеня (2004)[8]
- Орден Кирила і Мефодія (2007)[2]
- Почесний докторат Пловдивського університету (2001)
- Почесний докторат Варненського вільного університету (2004)
- Почесний докторат Софійського хіміко-технологічного університету (2005)
- Почесний докторат Харківського університету (2007)
- На честь Івана Юхновського названо астероїд головного поясу — 9732 Юхновський (2000 рік)